# Piblange
Piblange é uma comuna francesa na região administrativa de Grande Leste, no departamento de Mosela. Estende-se por uma área de 9,59 km². Em 2010 a comuna tinha 1 004 habitantes (densidade: 104,7 hab./km²).